# 铁腕校长
《铁腕校长》是一部1989年美国电影，由約翰·G·艾維爾森執導 ，由摩根·弗里曼、贝弗利·陶德、罗伯特·吉尔劳姆主演，该电影主要讲述一个人因为一些原因继任了某个风气不好的学校的校长，并在成为校长后，为了改变学校的风气做了很多努力的故事。
主角原型為美國新澤西州的高中校長喬·路易斯·克拉克。

## 電影內容
某日，处于人生低点的约翰莫名其妙的成为了一个风气不好，犯罪率非常高的学校的校长。而他上任后，就马上用非常严厉的手段来管理学校，不过有的时候他还是会原谅一些学生。
后经过他的努力，该学校终于成为了名校，虽说之前有人质疑他的管理方式，并且市长也因为了名誉而不管这种事情，不过最后在学生们的拥护下，他最终可以继续担任学校的校长。

## 演员
- 摩根·弗里曼 飾演 喬·路易斯·克拉克 (Joe Louis Clark)
- 贝弗利·陶德（英语：Beverly Todd） 飾演 瓊·列維爾斯夫人(Mrs. Joan Levias)
- 罗伯特·吉尔劳姆 飾演 法蘭克·納皮爾博士（英语：Frank Napier）(Dr. Frank Napier)
- 艾伦·诺斯（英语：Alan North） 飾演 唐·波特曼市長(Mayor Don Bottman)
- 林恩·瑟格本（英语：Lynne Thigpen） 飾演 布萊特(Leonna Barrett)
- 罗宾·巴特利特（英语：Robin Bartlett） 飾演 艾略特夫人(Mrs. Elliott)
- 迈克尔·比奇 飾演 賴瑞·達尼爾(Mr. Larry Darnell)
- 伊桑·菲利普（英语：Ethan Phillips） 飾演 羅森伯格先生(Mr. Rosenberg)
- 珊卓拉·雷斯·菲利普（英语：Sandra Reaves-Phillips） 飾演 怕沃斯夫人(Mrs. Powers)
- 索倫·薛爾頓 飾演 漢米爾頓夫人(Mrs. Hamilton)
- 傑曼·霍普金斯（英语：Jermaine 'Huggy' Hopkins） 飾演 湯瑪士·山姆斯(Thomas Sams)
- 卡伦·马利娜·怀特（英语：Karen Malina White） 飾演 肯妮莎·卡特(Kaneesha Carter)
- 卡莉娜·阿罗亚维（英语：Karina Arroyave） 飾演 瑪莉亞(Maria)
- 伊凡·科尔（英语：Ivonne Coll） 飾演 桑托斯夫人(Mrs. Santos)
- 雷吉娜·泰勒 飾演 卡特夫人(Mrs. Carter)
- 迈克尔·P·莫兰（英语：Michael P. Moran） 飾演 艾德·歐麥立先生(Mr. Ed O'Malley)
- 蒂龍·傑克遜 飾演 克拉倫斯(Clarence)
- 艾力克斯·羅瑪格拉 飾演 奇德·雷(Kid Ray)
- 托尼·托德 飾演 保全總管威廉·萊特(William Wright, Dean of Security)
- 迈克·斯塔尔（英语：Mike Starr (actor)） 飾演 澤拉先生(Mr. Zirella)
- 米高·伊派里奧里 飾演 喬治(George)
- 雷夫樂團（英语：Riff）飾演 東區鳴禽(the Eastside Songbirds)

## 備註
1. ↑  .   [2021-12-30]. （原始内容存档于2022-04-18）.